# 536
Năm 536 là một năm nhuận bắt đầu từ ngày Thứ Ba trong lịch Julius.
Vào năm 2018, nhà sử học Michael McCormick đã coi năm 536 là một năm "tồi tệ nhất" để sống dựa trên những sự kiện thời tiết cực đoan từ đầu năm, khiến cho nhiệt độ trung bình ở châu Âu và Trung Quốc giảm xuống và gây ra các tác hại cho cây trồng, làm giảm năng suất cây trồng và đói nghèo trong vòng hơn một năm. Các nhà nghiên cứu cũng cho ra những sự kiện thời tiết bất lợi trong năm, bao gồm sương mù bí ẩn có thể liên quan đến việc núi lửa phun trào.

## Sự kiện
Mùa đông núi lửa 536